# In een Romeinse osteria
In een Romeinse osteria (Deens: Fra et romersk osteria) is een schilderij van Carl Bloch uit 1866. Het is een van de bekendste werken van de kunstenaar. Sinds 1935 maakt het deel uit van de collectie van het Statens Museum for Kunst in Kopenhagen.

## Geschiedenis
De zakenman Moritz G. Melchior, vriend en beschermheer van de schilder, bestelde het werk. Hij wilde een schilderij dat leek op Marstrands Scène in een Italiaanse osteria uit 1847. Bij de gegoede burgerij van Kopenhagen vielen dergelijke exotische schilderijen bijzonder in de smaak in die tijd. Voor Bloch was het een welkome afwisseling tussen de opdrachten voor historische en religieuze werken.
Melchior gaf het schilderij een prominente plek in zijn huis aan de Højbro Plads in het centrum van de stad. Zelf is hij ook te zien op het schilderij, pratend met twee vrienden op de achtergrond. Tegenover hem, met de rug naar de toeschouwer, schilderde Bloch zichzelf. Melchior liet het schilderij in zijn testament na aan het Statens Museum for Kunst.

## Voorstelling
In de jaren voor het ontstaan van het schilderij had Bloch veel tijd doorgebracht in Italië, onder meer in Rome. Hij had dus voldoende inspiratie kunnen opdoen voor deze geromantiseerde scène in een Italiaanse herberg (osteria), geschilderd in warme kleuren. Twee vrouwen kijken de toeschouwer met een uitnodigende en verleidelijke blik aan. Een van hen draagt het typische hoofddeksel van de vrouwen uit de streek. De man in het gezelschap kijkt dreigend om, wellicht geïrriteerd dat iemand de vrouwen die bij hem zijn, bekijkt. In zijn broekzak is duidelijk een zakmes te zien en ook boven de tafel zwaaien de messen en vorken. Bloch speelt een spel met de toeschouwer, die direct betrokken wordt bij de scène.
Op In een Romeinse osteria zijn enkele goede voorbeelden te zien van Blochs vermogen om details opvallend realistisch weer te geven. Kijk bijvoorbeeld naar de vliegen rond de kan met wijn of de spijker met touwtje in de muur. Links ten slotte is een kat te zien die de toeschouwer aankijkt en de raadselachtige uitstraling van het werk nog versterkt.

## Afbeeldingen

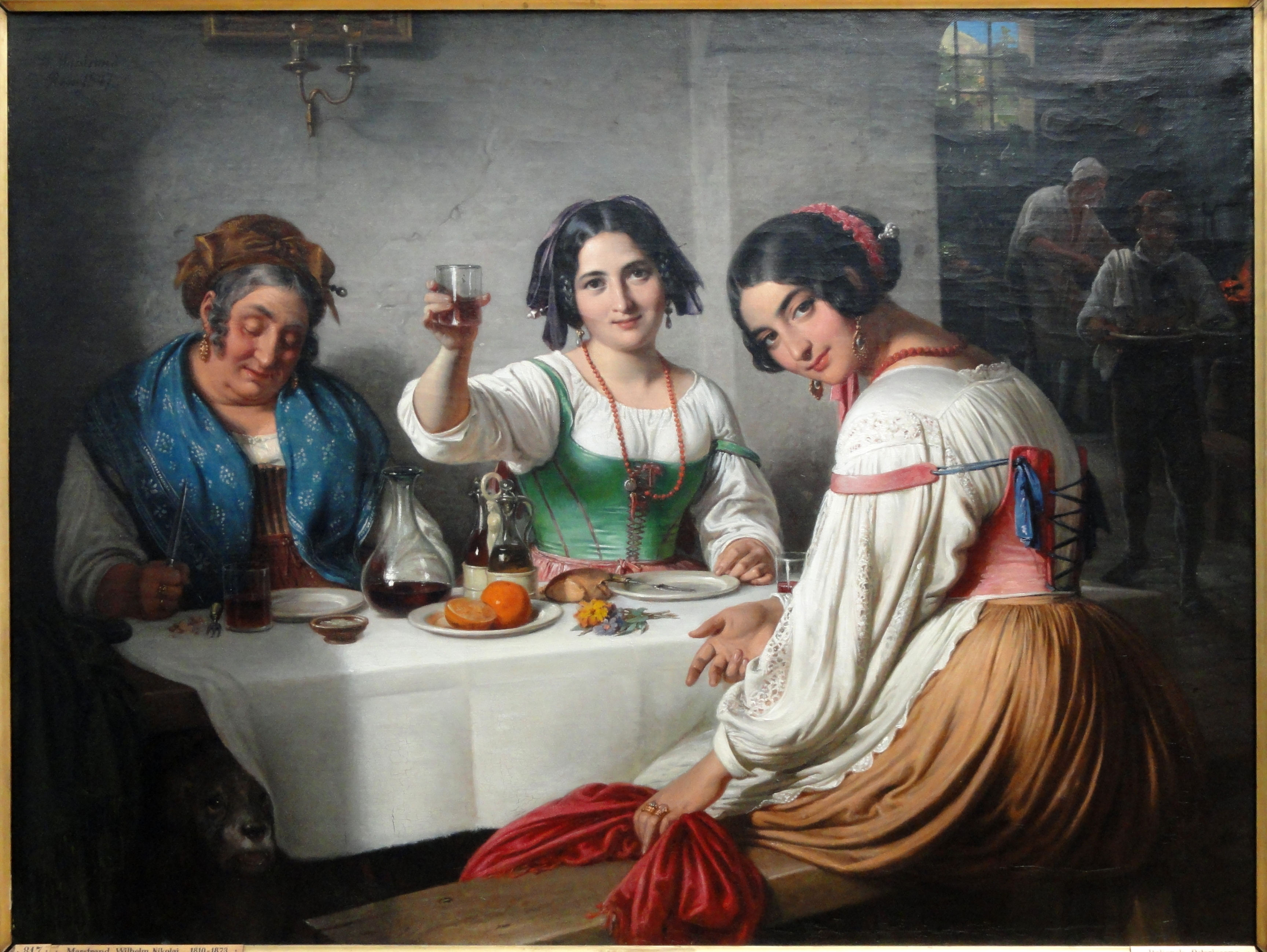
Scène in een Italiaanse osteria - Wilhelm Marstrand
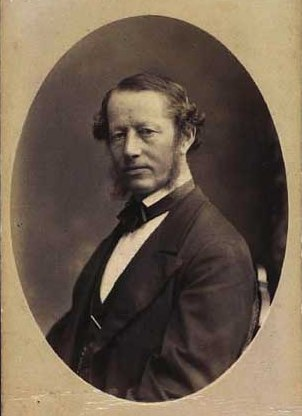
Moritz G. Melchior (1816-1884)